# Nadeschda Jefimowna Konjajewa
Nadeschda Jefimowna Konjajewa (russisch Надежда Ефимовна Коняева, engl. Transkription Nadezhda Konyayeva, verheiratete Самойлова – Samoilowa – Samoylova; * 5. Oktober 1931 in Tschapkino, Oblast Kursk) ist eine ehemalige sowjetische Speerwerferin.
1954 stellte sie drei Weltrekorde auf: Am 5. Februar warf sie 53,56 m in Leningrad, am 22. Mai 55,11 m und am 6. August 55,48 m, jeweils in Kiew.
Bei den Leichtathletik-Europameisterschaften 1954 gewann sie Bronze mit 49,49 m und hatte dabei fast dreieinhalb Meter Rückstand auf die Siegerin Dana Zátopková aus der Tschechoslowakei. Ebenfalls auf den Bronzerang kam sie bei den Olympischen Spielen 1956 in Melbourne mit 50,28 m, hinter ihrer Landsfrau Inese Jaunzeme (53,86 m) und der Chilenin Marlene Ahrens (50,38 m).